# Diarylether
| Diarylether                                                                  |
| ---------------------------------------------------------------------------- |
| Allgemeine Struktur der Ether                                                |
| R1 und R2 sind Arylgruppen. Das Sauerstoffatom des Ethers ist blau markiert. |

Als Diarylether werden in der Chemie organische Verbindungen bezeichnet, die als funktionelle Gruppe eine Ethergruppe – ein Sauerstoffatom, das mit zwei Arylgruppen (aromatische Reste) substituiert ist – besitzen (R1–O–R2). Im einfachsten Fall sind die Arylgruppen R1 und R2 Phenylgruppen (Diphenylether).
Diarylether sollten nicht mit Dialkylethern, bzw. nach der IUPAC auch als Alkoxyalkane bezeichnet, verwechselt werden.